# Giovanni di Pietro Falloppi

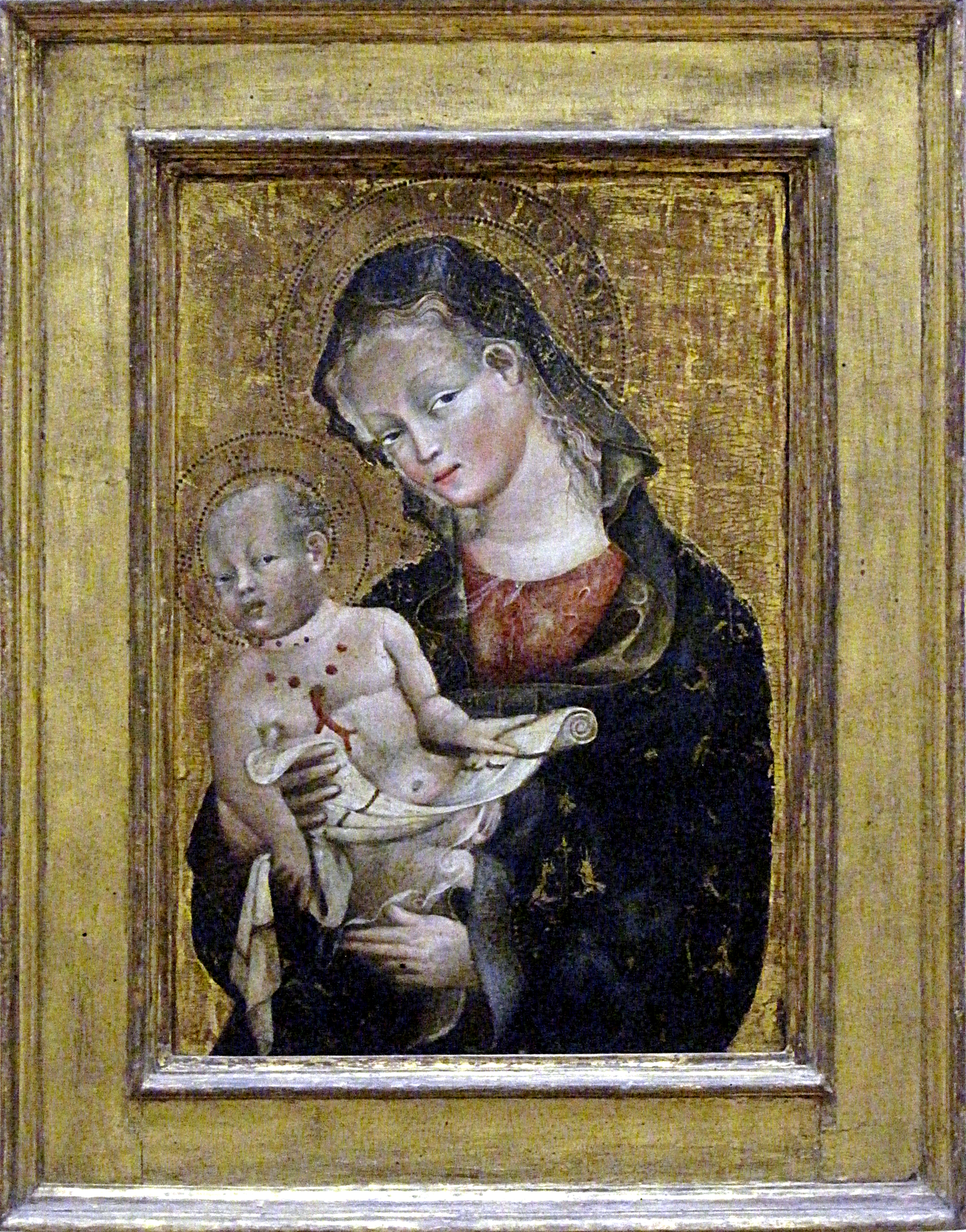
Madonna col Bambino (v. 1420-1425), Museo del Louvre a Parigi (Francia).

Giovanni di Pietro Faloppi (Falloppi), noto anche come Giovanni da Modena (Modena, 1379? – 1455?), è stato un pittore italiano, attivo a Bologna fino al 1451.

## Biografia

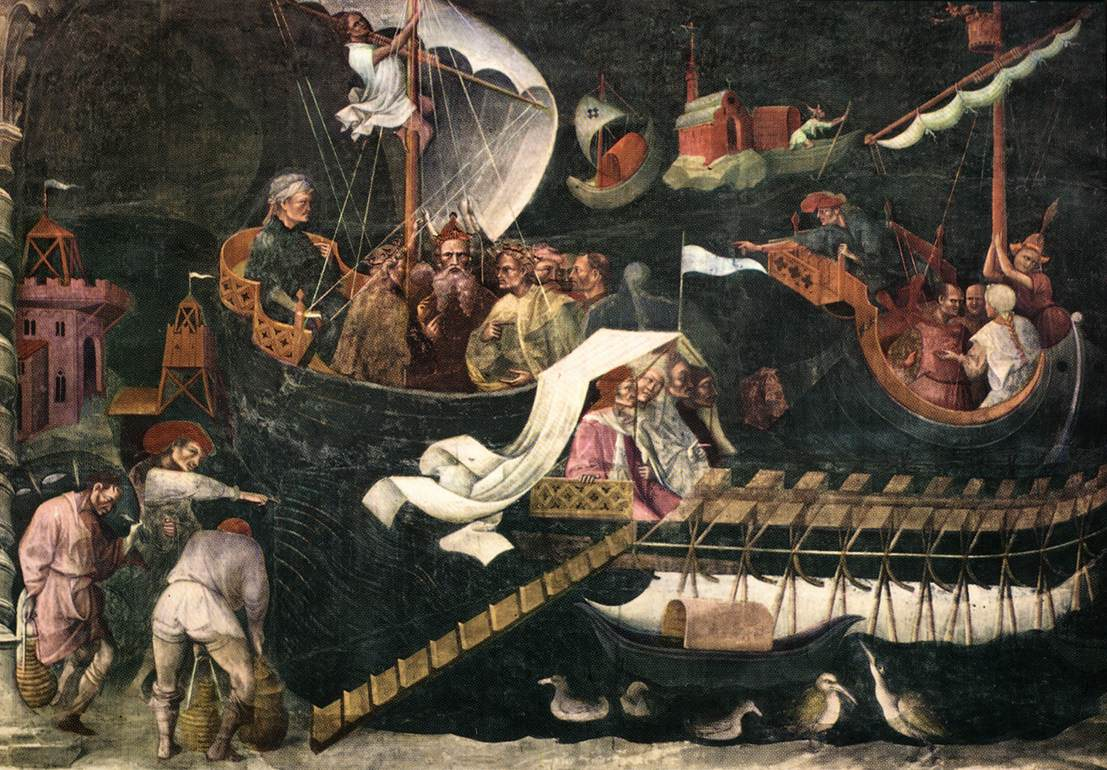
Il ritorno dei magi (v. 1412), Cappella Bolognini, basilica di San Petronio, Bologna.

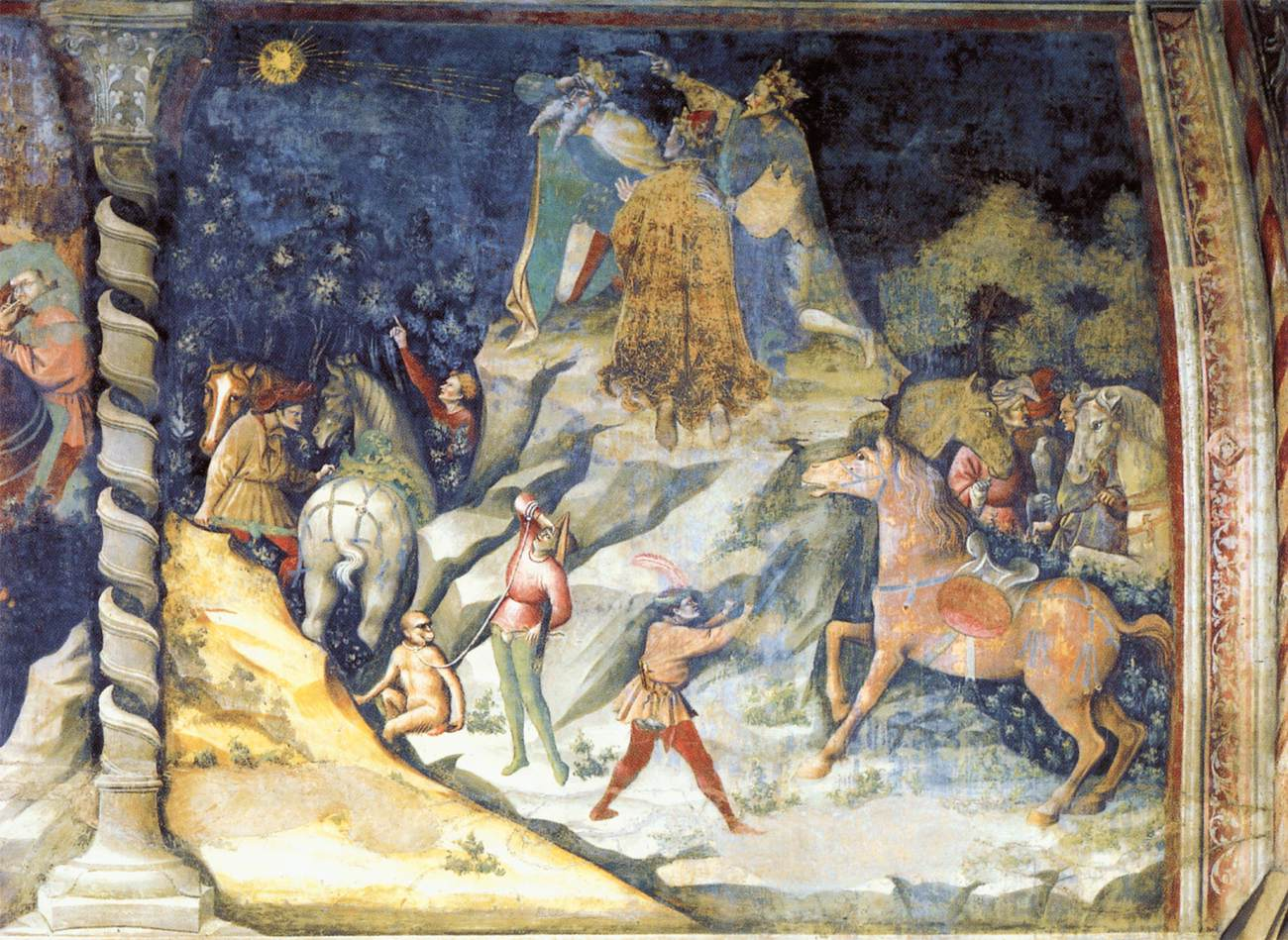
L'apparizione della stella, Cappella Bolognini, basilica di San Petronio, Bologna

Nella Basilica di San Petronio di Bologna, intorno al 1410, realizzò gli affreschi raffiguranti la vita di San Petronio, le Storie dei Re Magi, il Paradiso e l'Inferno, nella Cappella Bolognini. Nel 1420, nella Cappella della magistratura straordinaria dei Dieci di Balìa, dedicata a San Giorgio, della stessa basilica, affrescò l'Allegoria della Redenzione dal peccato originale e il Trionfo della Chiesa cattolica sulla Sinagoga.
La sua narrazione è corposa e vivace, con particolari estrosi e di cupezza nordica, a volte abbonda di particolari realistici o macabri, come la goccia di sangue che corre sul corpo del suo imponente Crocifisso, custodito nella Pinacoteca Nazionale di Bologna. Sempre nella Pinacoteca di Bologna è conservata una tela con San Bernardino da Siena e storie della sua vita realizzata attorno al 1451 per la chiesa di San Francesco.
Tra le ultime opere dell'attività della sua bottega sono due grandi riquadri raffiguranti l'Andata al Calvario e la Crocifissione situati nel presbiterio della chiesa del Crocifisso del complesso di Santo Stefano.